# Serdżilla

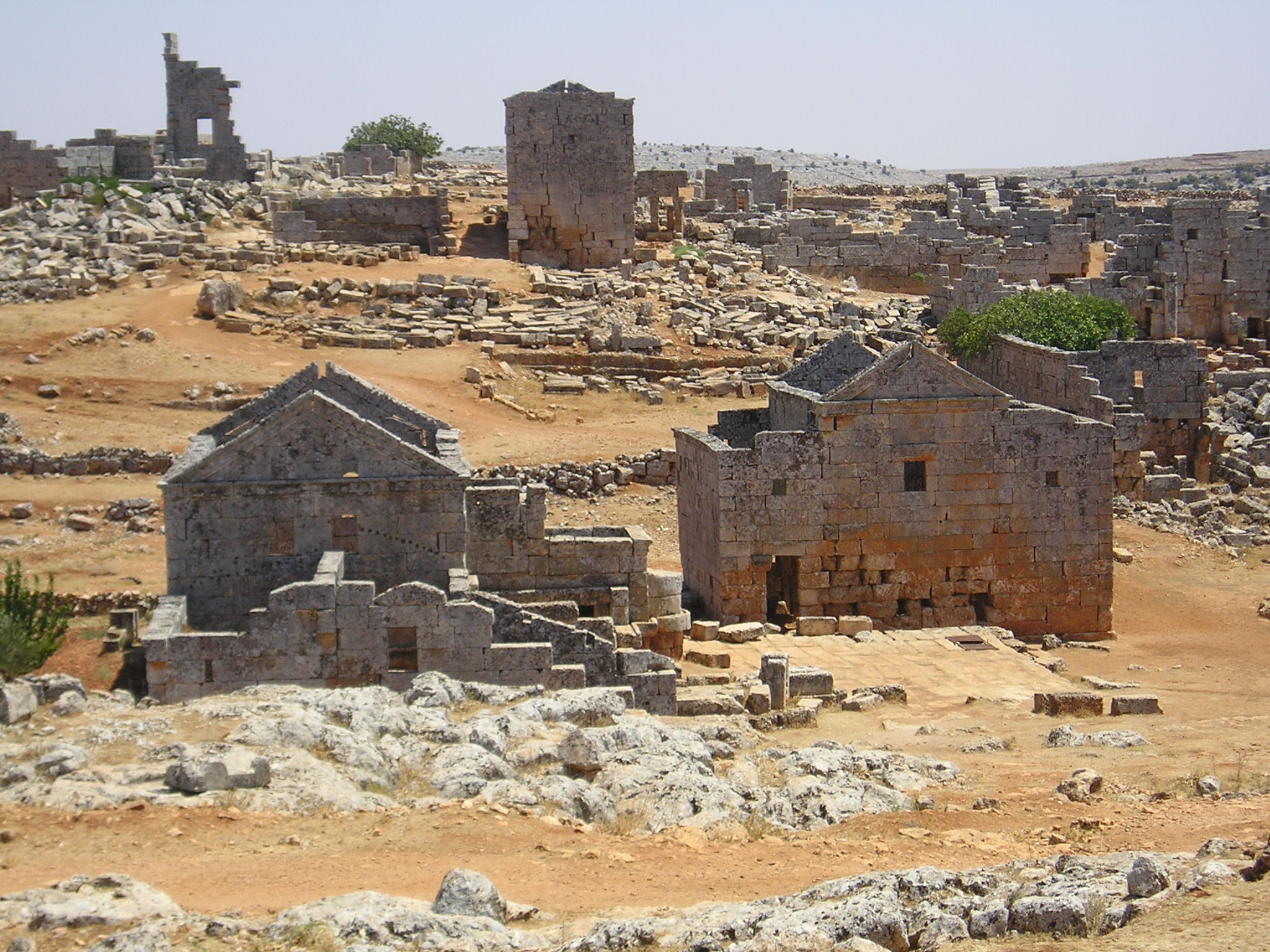
Serdżilla – ruiny osady

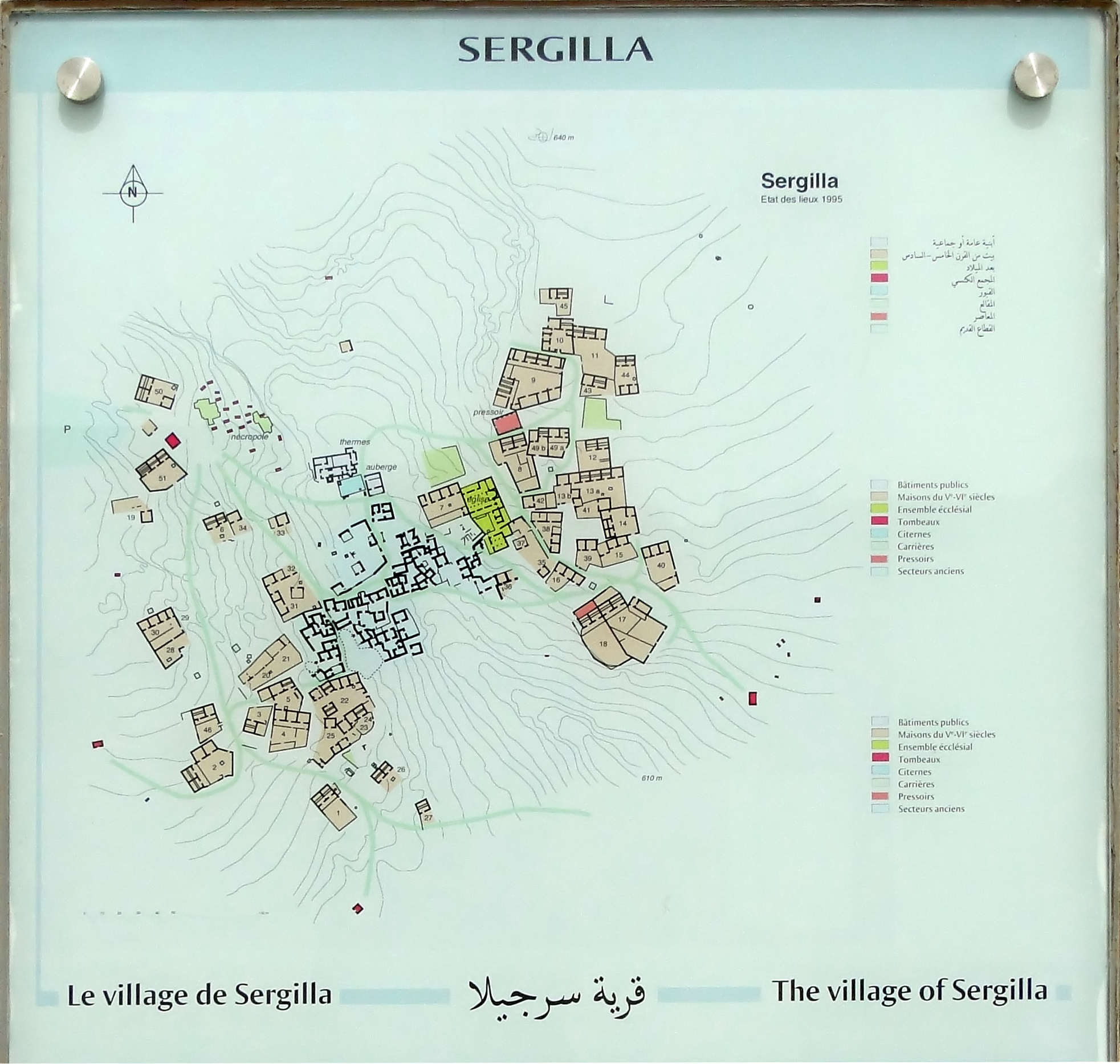
Serdżilla – plan ruin osady

Serdżilla, Sardżila (arab. سرجيلا, Sarjīlā) – opuszczona wczesnobizantyjska osada w północno-zachodniej części Syrii pomiędzy Aleppo i Idlibem; najlepiej zachowana osada z tzw. Martwych Miast wpisanych w 2011 roku na listę dziedzictwa kulturowego UNESCO.

## Położenie
Serdżilla leży w północno-zachodniej części Syrii, ok. 60 km od Aleppo, w regionie wokół Dżabal az-Zawijja w południowej części górzystego regionu Masywu Wapiennego pomiędzy dolinami rzek Nahr Afrin i Orontes na zachodzie a płaskowyżem Aleppo i płaskowyżem Idlib na wschodzie.

## Historia
Serdżilla jest najlepiej zachowaną osadą z tzw. Martwych Miast – osad założonych ok. I wieku i opuszczonych z niewiadomych przyczyn w okresie od VII do X wieku. „Martwe Miasta” czerpały zyski z międzynarodowego handlu oliwą. Lata ich świetności przypadają na V-VI wiek, kiedy to w regionie żyło 300 tys. ludzi w ok. 700 osadach. Od połowy VI wieku region dotknęła seria niekorzystnych wydarzeń – najazdy Sasanidów, epidemie dżumy (np. dżuma Justyniana), susze i głód. Większość osad, w tym Serdżilla, zostały opuszczone w VII wieku. Gdy Arabowie podbili ten teren, centrum polityczne regionu przeniosło się z Antiochii do Damaszku, główne szlaki handlowe się przesunęły, a osady straciły główne źródło dochodów. Z tego powodu mieszkańcy mogli opuścić osady i przenieść się do innych ośrodków rozwijających się pod rządami Arabów.

## Architektura
W Serdżilli zachowały się w bardzo dobrym stanie zarówno budynki mieszkalne, jak i budynki użyteczności publicznej. Wszystkie budynki zostały wzniesione z lokalnego kamienia bez użycia zaprawy. Większość zabudowań to dwupiętrowe domy mieszkalne – na piętrze mieszkali ludzie, a na parterze zwierzęta. Wiele domów miało portyki i werandy, ciągnące się wzdłuż ulicy, służące jako stajnie lub sklepy. Największe z domów mieszkalnych mieściły 16 pomieszczeń. W żadnym z budynków nie ma schodów, stąd hipoteza, że domy miały drewniane schody biegnące na zewnątrz, które w ciągu kilkunastu wieków uległy dezintegracji. Większe domy miały własne, kamienne prasy do wytłaczania oliwy.
Pozostałości budynków użyteczności publicznej zachowały się przy placu pośrodku osady – ruiny wczesnobizantyjskiej łaźni, dwupiętrowego andronu i trójnawowego kościoła.
W 1899 roku amerykańscy archeolodzy z Uniwersytetu Princeton pod kierownictwem Howarda Crosby’ego Butlera (1872–1922) datowali budynek łaźni na podstawie znalezionej w nim mozaiki na rok 473. Położone w środkowej części budynku apsydy zidentyfikowano jako caldarium i frigidarium. Łaźnie były zasilane wodą z cysterny, po której zachowało się dno i której pojemność jest oceniana na 100 tys. litrów. Łaźnie w Serdżilli nie służyły Rzymianom, lecz całej populacji lokalnej. Były formą przejściową pomiędzy rzymskimi termami a muzułmańskim hammamem.
Andron z VI w. – miejsce spotkań mężczyzn – jest jedną z najlepiej zachowanych rzymskich budowli na świecie. Wzniesiony na planie kwadratu, liczy dwa piętra ozdobione portykami z trzema kolumnami na każdym piętrze.
Ruiny trójnawowego kościoła znajdują się 50 m od andronu. Do dziś zachowały się trzy sarkofagi. Kościół datowany jest na rok 372, co czyni go jednym z najstarszych w regionie.